# Black Magic (canção do Little Mix)
"Black Magic" é uma canção do grupo feminino britânico Little Mix, contida em seu terceiro álbum de estúdio Get Weird (2015). Foi escrita por Camille Purcell, Ed Drewett, Edvard Forre Erfjord, e Henrik Michelsen. O duo de produtores, norueguês, Electric, que trabalhou com o grupo em seu segundo álbum de estúdio, Salute (2013), foi quem produziu a canção junto de Matt Rad, sendo um produtor adicional. O seu lançamento como o primeiro single do disco ocorreu em 19 de maio de 2015, através das gravadoras Syco e Columbia. Musicalmente, "Black Magic" é uma canção teen pop e dance-pop com influências da música pop dos anos 80. Após o seu lançamento, a faixa foi aclamada pela crítica musical, que elogiaram seu som otimista e cativante, e foram feitas comparações com as músicas do álbum de estreia do grupo, DNA (2012).
A canção atingiu o topo da principal parada de singles do Reino Unido, com 113,000 cópias combinadas. Tornando-se primeiro single do grupo a atingir o topo do gráfico desde o seu single "Wings" de 2012. Permaneceu em primeiro lugar por três semanas consecutivas, tornando-se a primeira música de um grupo feminino a passar mais de uma semana em primeiro lugar desde "About You Now", do grupo Sugababes, em outubro de 2007. Foi o quinto single mais vendido de um grupo feminino no Reino Unido entre 1994 e 2019.
Fora do Reino Unido, a canção alcançou o top 10 na Austrália, Irlanda e Israel, e apareceu em outros 16 territórios. Nos Estados Unidos, a canção debutou na posição de número 99 na Billboard Hot 100, atingindo a posição de número 68 na semana seguinte, "Black Magic" subiu mais uma posição atingindo seu maior pico na parada, 67. Em 2021, foi certificada como tripla platina no Reino Unido pela British Phonographic Industry (BPI) e ouro ou superior em dez outros países, incluindo diamante no Brasil. A canção foi indicada na categoria "Melhor Canção de Amor" no Teen Choice Awards de 2015, e nas categorias "Canção do Ano" e "Vídeo do Ano" no Brit Awards de 2016.

## Antecedentes e lançamento
"Nós sempre gostamos de fazer algo que as pessoas não esperariam que fossemos fazer. A era "Salute" foi muito mais escura e um pouco mais de R&B [...] é por isso que levou tanto tempo, porque estávamos à procura de algo que iria surpreender as pessoas. Queríamos mudar um pouco do jogo, e 'Black Magic' é muito pop."

— Jade Thirlwall falando ao Digital Spy sobre a canção.
Em 4 de julho de 2014, Little Mix tinha anunciado que iria cancelar sua turnê, a fim de se concentrar em gravar seu terceiro álbum. O grupo disse que o novo álbum seria "mais forte" e seria sobre relacionamentos e que também é melhor do que seus dois álbuns anteriores, DNA (2012) e Salute (2013). Em fevereiro de 2015, Little Mix revelou que eles haviam escolhido o primeiro single de seu terceiro álbum de estúdio e também disse que ele possui um "som totalmente novo". Elas descreveram a música como "um risco" e disseram que é completamente diferente do que eles fizeram antes. Elas também disseram que seu álbum foi adiado devido ao fato de que eles escreveram um álbum inteiro, mas o desmantelaram, porque elas pensaram que "elas poderiam fazer melhor".
O título da canção foi acidentalmente revelado pela mãe de Pinnock no Twitter em 21 de abril de 2015 pelo tweet: "#MixersAreExcitedForBlackMagic yesss mixers it's the new single and it's fantastic". No entanto, o tweet foi excluido pouco depois de ter sido publicado. Em 14 de maio de 2015, Little Mix revelou o título da música, "Black Magic", depois que a capa do singles apareceu no serviço de identificação da música Shazam. "Black Magic" foi agendada para lançada em 26 de maio, mas seu lançamento foi adiantado para 21 de maio, após o single ter vazado on-line no dia anterior. O single foi lançado digitalmente no Reino Unido em 10 de Julho. O CD single foi lançado na Europa e no Japão em 24 de julho.

## Composição
"Black Magic" é uma música dance-pop que possui um total de três minutos e trinta e um segundos. Foi escrito por Edvard Forre Erfjord, Henrik Michelsen, Ed Drewett e Camille Purcell, e foi produzido pela dupla de produção Electric', que anteriormente trabalhou no segundo álbum de estúdio do grupo, juntamente com Matt Rad. O ritmo da música é influenciado pelos sons do dance music dos anos 80. A música tem um andamento rápido de 122 batimentos por minuto e é composta na chave de Mi maior.. A faixa vocal da grupo na canção vai de G#3 a E5
Falando sobre a mensagem da música, o grupo disse que é, "basicamente que, nós somos as garotas com a poção secreta e vamos dar a todas as outras garotas que querem conseguir o homem que querem ter", com Pinnock acrescentando que "[a poção] é uma metáfora para ter confiança para obter o seu homem".

## Recepção da crítica
Após o lançamento, "Black Magic" foi aclamado por críticos de música, que se congratulou da influência dos som anos 80 de Little Mix. Matt Bagwell do The Huffington Post chamou o single "um dos melhores lançamentos pop do ano", complementando, "coro matador" e "marca convocando as armas de canto" enquanto escreve que "Black Magic" é "significativamente melhor" que "Pretty Girls", single de Britney Spears e Iggy Azalea, que foi co-escrita pelo grupo. Lewis Corner de Digital Spy deu a música 5 de 5 estrelas dizendo, não só foi a música perfeita para este ponto em sua carreira, mas poderoso o suficiente para enfeitiçar aqueles além do esperado demográfico.
Ariana Bacle de Entertainment Weekly descreveu a canção como "agitada" e "incrivelmente cativante". Jocelyn Vena, da Billboard, observou as "vozes crescentes de Little Mix sobre uma melodia trêmula". The Guardian comparou a música com a "alegria despreocupada" de I Wanna Dance with Somebody (Who Loves Me) de Whitney Houston e Girls Just Want to Have Fun de Cyndi Lauper, enquanto também comparando a música com as de seu álbum de estréia DNA (2012).

## Performance nas tabelas musicas
A canção debutou no número 25 nos charts australianos e dias semanas depois atingiu a posição de número oito. A canção também debutou em ambos os charts belgicos, atingindo a posição de número quatro em Flandres e 37 no Valônia. No chart israelense atingiu o número cinco. Durante a atualização no meio da semana dos charts britânicos, a música entrou no número um e ficou lá por três semanas consecutivas. "Black Magic" teve a quarta melhor estréia de um single no Reino Unido, bem como a maior pré venda do ano, 2015. Em sua primeira semana, a música tinha vendas combinadas de 113.000 cópias, incluindo 1,19 milhões de streams e tornou-se o seu primeiro single número um no Reino Unido desde o seu single de 2012 "Wings". Em sua segunda semana a música permaneceu no número um e teve vendas combinadas de 66.000 cópias, incluindo 1.87 milhões de streams. Em sua terceira semana a canção continuou no número um e teve vendas combinadas de 60.000 cópias, incluindo 2,5 milhões de streams. Elas se tornaram o primeiro girlgroup a ter um número um permanecendo por mais de uma semana desde About You Now do Sugababes. A canção atingiu o topo do chart europeu. A canção atingiu o número três do chart irlandês.
Nos Estados Unidos, a música estreou no número 99 na Billboard Hot 100 na semana que terminou em 29 de agosto de 2015, tornando-se a primeira entrada do grupo no chart desde "Wings" (2012). Na segunda semana na Billboard Hot 100, a canção subiu 31 posições para o número 68; e alcançou um novo pico de 67 em sua terceira semana na Hot 100, tornando-se o maior pico do grupo no single chart dos Estados Unidos até à data.
Em 13 de novembro de 2015, a música foi certificada platina no Reino Unido por vendas superiores a 600.000 cópias. Tornou-se a primeira canção de um grupo feminino a ser certificada platina no Reino Unido desde "Jai Ho! (You Are My Destiny)" de A. R. Rahman e The Pussycat Dolls com a participação de Nicole Scherzinger em 2009.

## Vídeo clipe

### Antecedentes e sinopse
"Sim, temos [filmado um clipe] e estamos animadas. [...] Então, basicamente, é completamente diferente do que já fizemos antes. Estamos agindo desta vez, não há dança alguma e todos nós fazemos personagens diferentes."

— Jesy Nelson falando para KISS FM sobre o vídeo clipe.
 Em 21 de maio de 2015, o grupo postou o áudio da música em sua conta na Vevo. O vídeo da canção foi dirigido pelo Director X e foi filmado na Universidade do Sul da Califórnia em 22-23 maio de 2015 em Los Angeles. Falando sobre o vídeo, Jesy Nelson também disse a uma entrevista para a Capital FM que "Nós [o grupo] estamos muito animadas! Ele [o clipe] é como se fosse mini filmes, estamos muito animadas". Jade Thirlwall também disse que "não é nada parecido com que já fizemos antes e é como um filme". Apenas um dia antes de seu lançamento, Leigh-Anne postou no twitter: "OMG! Não posso acreditar que o vídeo de Black Magic said amanhã na @Vevo_UK as 8am! Tão animadas apara vocês assistirem!". O vídeo estreou no canal da Vevo do grupo  em 29 de maio de 2015.  Após o lançamento do vídeo, a banda postou vários tweets em sua conta reagindo às opiniões dos fãs para o vídeo da música.
O vídeo começa mostrando o campus e, em seguida, apresenta o grupo, que estão vestidas como nerds carregando seus livros enquanto saem de um prédio da faculdade no campus. Durante isso, Jade tropeça e cai de repente, fazendo com que Leigh-Anne caia também e Jesy evita sua queda. Elas vêem um estudante bonito (Mikey Grand) acenar para elas e logo ficam animadas. No entanto, ele está acenando para a bela e popular estudante (Stefanie Michova) atrás delas, que asticiosamente as empurra de lado para se aproximar do menino. A cena então muda para a biblioteca, onde vemos Jade tirar seus fones Beats e ir procurar um livro. Do nada, um livro velho cai em cima de sua cabeça, revelando alguns de seus próprios poderes. Mais tarde de noite, as meninas abrem o livro e usam-no a fim ganhar poderes mágico. Então o cabelo de Perrie fica roxo, Leigh-Anne tem poderes de fogo, Jesy tem poderes azuis, e Jade levita seus óculos. As meninas se transformam em seu eu normal; Tornando-se o verdadeiro Little Mix, logo alguns meninos caem de olhares para as meninas enquanto elas passam. Em seguida, eles envergonham a menina rancorosa do dia anterior usando mágica,  fazendo com que ela constantemente cometa algumas flatulências. Ela então, foge humilhada para o banheiro, enquanto a cena muda para um garoto geeky sendo humilhado por quatro meninas bonitas, mas vingativas. O grupo sente pena do menino, então eles fazem as garotas se apaixonarem por ele. As meninas então andam pelo corredor com todos os olhos fixos nelas, entrelaçada com uma cena das meninas de pé, uma de costas para a outra, com a câmera girando em torno do círculo que elas fazem. A cena então muda para uma sala de aula, onde os alunos não estão prestando atenção na aula. As meninas usam sua magia para transformar a sala de aula em uma completa festa e, em seguida, até mesmo o professor (juntamente com os alunos) dança nas mesas e cadeiras. Eles continuam a festa nos corredores da escola, com o vídeo terminando com "By Director X".

### Recepção
O vídeo foi recebido positivamente pelos fãs e pelos críticos. Os críticos notaram referências de filmes e programas de televisão de bruxas como The Craft, Charmed e Sabrina, bem como o videoclipe de "Too Much" das Spice Girls. Tanto Rigby do Digital Spy e Forrester do Daily Mirror descreveu o vídeo como fascinante. Além disso, Forrester do Mirror disse que o grupo  "tomou Katy Perry como inspiração e os resultados são hilariantes" e também comparou a cena das meninas andando pelo corredor com o filme de 1999, Ela é Demais. Lucy Wood, da Cosmopolitan, disse que o vídeo é "um brilhante combo de Clueless, Sabrina e The Craft tudo de uma só vez". Capital FM escreveu: "Tome uma pitada de Sabrina, adicione uma pitada de Mean Girls e jogue um pouco Charmed, e você tem um vídeo INCRÍVEL!".
No entanto, o vídeo da música também recebeu alguns comentários negativos. A Mace Entertainment criticou a mensagem do vídeo dizendo que "a mensagem geral que recebemos do vídeo é que se você quer que as pessoas gostem de você, encurte o comprimento de suas roupas, mude seu cabelo, use mais maquiagem e envergonhe outras pessoas ". O vídeo recebeu mais de 1 milhão de visualizações em menos de 18 horas e 1,46 milhões em 24 horas. O vídeo atingiu o pico de número 3 na Billboard Twitter Top Tracks em 27 de junho de 2015.

## Performances ao vivo
Little Mix apresentou "Black Magic" pela sua primeira vez no Summertime Ball 2015. Em 5 de junho de 2015, a banda anunciou a Black Magic Radio Tour durante o qual eles promoveriam a sua nova música em várias estações de rádio; a turnê começou em 8 de junho de 2015 e terminou em 12 de junho de 2015 e incluiu dezoito aparições em estações de rádio ao redor do Reino Unido. Em 14 de junho de 2015, elas cantaram a música no programa de rádio britânico Total Access, apresentado por Elliot Holman. Elas também realizaram performances acústicas da música para a revista bianual Hunger em 22 de junho de 2015 e para o canal de música britânica 4Music em 3 de julho de 2015. Em 5 de Julho de 2015, o grupo performou a canção na boate britânica G-A-Y. Em 13 de julho, o grupo performou a canção no programa britânico This Morning, enquanto em 16 de julho de 2015, a canção foi performada no décimo terceiro episódio do Friday Download do canal britânico "CBBC".
O grupo realizou uma performance da música durante o Radio City Summer Live na Echo Arena, assim como outros cantores, como Rita Ora, Alesha Dixon e Nick Jonas. Em 30 de julho de 2015, o grupo performou "Black Magic" no Plymouth durante o primeiro dia de MTV Crashes Plymouth. O grupo performou a canção no "BBC Radio 1 Live Lounge" após a performance de um mashup cover das canções de Jason Derulo, Want to Want Me, e "I Wanna Dance With Somebody da Whitney Houston junto de um coro gospel. Elas também performaram a música durante o "Kiss Secret Sessions" para o canal de música Kiss em 30 de julho de 2015. O grupo apareceu no programa de televisão de light entertainment Surprise Surprise para cantar a música e também surpreender um de seus fãs. Em 5 de setembro de 2015, a banda tocou a música no Gibraltar Music Festival. Little Mix abriu o Apple Music Festival em Londres para One Direction e cantou "Black Magic" entre outras canções. O grupo cantou "Black Magic" durante os dois concertos de 2015 no Jingle Bell Ball em 5 e 6 de dezembro de 2015.
Nos Estados Unidos elas performaram a canção na The 1989 World Tour de Taylor Swift no Levi's Stadium no dia 15 de agosto de 2015 e um dia depois no Teen Choice Awards. Em 17 de agosto elas performaram performaram a canção no The Late Late Show e dois dias depois no TODAY Show. Durante a sua performance na décima temporada do America's Got Talent, o grupo uniu-se com o terceiro colocado da nona temporada do programa, grupo de ginástica AcroArmy para cantar a canção. Em 22 de agosto de 2015, o grupo performou a música durante o Billboard Hot 100 Music Festival. Na Dinamarca, o grupo performou "Black Magic" nos Jardins de Tivoli para o The Voice '15, o concerto anual da estação de rádio The Voice e também no programa matinal Go 'Morgen Danmark. Na Suécia, o grupo performou no programa de televisão Sommarkrysset é depois na versão sueca do programa "Ídolos". Nós  Países Baixos performou a canção durante o evento para os fans na cidade de Utrecht.  A canção fez parte da setlist da turnê em suporte ao álbum  Get Weird, a The Get Weird Tour em 2015. A canção também foi performada durante a Dangerous Woman Tour, turnê da cantora Ariana Grande, em que Little Mix foi um dos atos de abertura.

## Outras versões
- A cantora inglesa Jessica Glynne, que trabalhou com o grupo no álbum, Get Weird, fez um covers da canção na Capital FM.[77]
- A Boy band', inglesa, Concept fez um covers da canção adicionando um trecho em rap.[78]
- A cantora e compositora galesa Greta Isaac, acompanhada por suas irmãs, interpretou a música para Terry Wogan na BBC Radio 2.[79]
- A atriz holandesa Holly Kenyon gravou e executou uma versão alternativa da canção para a Copa do Mundo de Rugby 2015 intitulada 'All Blacks Magic' com letras parodiando em apoio à equipe nacional de rugby da All Blacks New Zealand.

## Faixas e Formatos
| Download digital |               |         |  |
| N.º              | Título        | Duração |  |
| 1.               | "Black Magic" | 3:31    |  |

- Remixes - EP

| "Download" digital |                              |         |  |
| N.º                | Título                       | Duração |  |
| 1.                 | "Black Magic (LuvBug Remix)" | 4:01    |  |
| 2.                 | "Black Magic (Cahill Remix)" | 3:17    |  |
| 3.                 | "Black Magic (Acoustic)"     | 3:27    |  |

## Créditos
Gravação
- Mixado no estúdio MixStar, Virginia Beach, VA
- Gravado no estúdio Tileyard, Londres, Inglaterra
- Vocais gravados no estúdio Blue Bar, Londres, Inglaterra

Créditos
- Electric – compositor, produtor, engenheiro, instrumentista, programador
- Ed Drewett – compositor
- Camille Purcell – compositora
- Matt Rad – produtor adicional
- Maegan Cottone – peodutor vocal
- Serban Ghenea – mixagem
- John Hanes – engenheiro de mixagem
- Dick Beetham – masterização
- Leigh-Anne Pinnock – vocal
- Jade Thirlwall – vocal
- Jesy Nelson – vocal
- Perrie Edwards – vocal

Creditos adaptados do CD single.

## Desempenho
| Charts (2016)                                  | Melhores posições |
| ---------------------------------------------- | ----------------- |
| Austrália (ARIA)                               | 4                 |
| Áustria (Ö3 Austria Top 75)                    | 24                |
| Bélgica (Ultratop 50 de Flandres)              | 13                |
| Bélgica (Ultratip Bubbling Under da Valônia)   | 11                |
| Canadá (Canadian Hot 100)                      | 37                |
| República Checa (Rádio Top 100)                | 23                |
| República Checa (Singles Digitál Top 100)      | 22                |
| Dinamarca (Hitlisten)                          | 36                |
| Europa (Billboard Euro Digital Song Sales)     | 1                 |
| Finlândia (Latauslista Download)               | 21                |
| França (SNEP)                                  | 106               |
| O campo songid é OBRIGATÓRIO PARA PARADA ALEMÃ | 52                |
| Hungria (Rádiós Top 40)                        | 21                |
| Hungria (Single Top 40)                        | 18                |
| Irlanda (IRMA)                                 | 1                 |
| Itália (FIMI)                                  | 41                |
| Japão (Japan Hot 100)                          | 42                |
| Japan Hot Overseas (Billboard)                 | 2                 |
| México Ingles Airplay (Billboard)              | 10                |
| Países Baixos (Dutch Top 40)                   | 35                |
| Países Baixos (Single Top 100)                 | 26                |
| Nova Zelândia (Recorded Music NZ)              | 7                 |
| Noruega (VG-lista)                             | 19                |
| Filipinas (Philippine Hot 100)                 | 57                |
| Portugal (AFP)                                 | 28                |
| Escócia (Scottish Singles Chart)               | 1                 |
| Eslováquia (Singles Digitál Top 100)           | 16                |
| Eslovênia (SloTop50)                           | 41                |
| Espanha (PROMUSICAE)                           | 18                |
| Suécia (Sverigetopplistan)                     | 38                |
| Suíça (Schweizer Hitparade)                    | 49                |
| Reino Unido (UK Singles Chart)                 | 1                 |
| Estados Unidos (Billboard Hot 100)             | 69                |

| Chart (2015)                         | Posição |
| ------------------------------------ | ------- |
| Australia (ARIA)                     | 60      |
| UK Singles (Official Charts Company) | 27      |

| País (Empresa)        | Certificação | Vendas    |
| --------------------- | ------------ | --------- |
| Austrália (ARIA)      | 2× Platina   | 140,000   |
| Brasil (PMB)          | Diamante     | 160,000   |
| México (AMPROFON)     | Ouro         | 30,000    |
| Canadá (Music Canada) | Platina      | 80,000    |
| Estados Unidos (RIAA) | Ouro         | 500,000   |
| Itália (FIMI)         | Ouro         | 25,000    |
| Nova Zelândia (RMNZ)  | Ouro         | 8,000     |
| Polónia (SPIF)        | Platina      | 20,000    |
| Suécia (GLF)          | Ouro         | 20,000    |
| Reino Unido (BPI)     | 2× Platina   | 1,200,000 |

## Histórico de lançamento
| País           | Data                | Formato           | Gravadora       |
| -------------- | ------------------- | ----------------- | --------------- |
| Reino Unido    | 21 de maio de 2015  | Rádios airplay    | Syco            |
| Estados Unidos | 21 de maio de 2015  | Download digital  | Syco / Columbia |
| Austrália      | 22 de maio de 2015  | Download digital  | Sony            |
| Irlanda        | 10 de julho de 2015 | Download digital  | Syco            |
| Reino Unido    | 10 de julho de 2015 | Download digital  | Syco            |
| Estados Unidos | 14 de julho de 2015 | Rádios mainstream | Syco / Columbia |